# Розиклер (Илиноис)
Розиклер (енгл. Rosiclare) град је у америчкој савезној држави Илиноис. По попису становништва из 2010. у њему је живело 1.160 становника.

## Демографија
Према попису становништва из 2010. у граду је живело 1.160 становника, што је 53 (4,4%) становника мање него 2000. године.
| Група             | 2000.         | 2010.         |
| Белци             | 1.179 (97,2%) | 1.105 (95,3%) |
| Афроамериканци    | 6 (0,5%)      | 6 (0,5%)      |
| Азијати           | 4 (0,3%)      | 8 (0,7%)      |
| Хиспаноамериканци | 14 (1,2%)     | 18 (1,6%)     |
| Укупно            | 1.213         | 1.160         |